# Vinken, Blinken och Nick
Vinken, Blinken och Nick (orig. Wynken, Blynken & Nod), är en amerikansk tecknad kortfilm från 1938. Filmen ingår i Silly Symphonies-serien och bygger på en dikt av Eugene Field.

## Handling
Vinken, Blinken och Nick seglar över himlavalvet i en träsko, medan de fiskar (med polkagrisstänger som agn). De åker på grund på ett moln och måste alla hjälpas åt att trycka på träskon så att de kan segla vidare. De åker nerför molnets branta sida och hamnar i ett stim av stjärnfisk. De börjar genast fiska igen, och Blinken lyckas få sig själv på kroken. Nick får napp, men fisken lyckas smita.
Fiskarna förstår vad de tre barnen egentligen gör och hakar fast två krokar i varandra. Det leder till en dragkamp mellan Nick och Vinken, som avgörs när Blinken hjälper Vinken. De blir förskräckta när de ser Nick på kroken och tappar honom. Nick faller, men Vinken fiskar snabbt upp honom igen.
En komet flyger förbi och de bestämmer sig för att fånga den. De lägger ut sitt fisknät, och fångar kometen. Kometen, som inte vill vara fångad, fortsätter att färdas, nu med barnens träsko i släp. Det slutar med att nätet släpper och träskon åker rakt in i ett sovande åskmoln.
Åskmolnet vaknar och barnen försöker så fort som möjligt ta sig därifrån. Molnet bestämmer sig för att hjälpa dem och blåser iväg dem, rakt in i ett annat åskmoln, som även det blåser bort barnen. Molnen blåser dem än hit, än dit och det är lönlöst att försöka styra. Masten på träskon brister och barnen kastas ur.
Vinken, Blinken och Nick dalar sakta ner mot jorden, in genom ett barnkammarfönster, där de försvinner när de stöter på ett sovande barn. Hela äventyret var ett barns dröm.

## Om filmen
Filmen hade svensk premiär den 5 december 1938 på biografen Regina i Stockholm och ingick i kortfilmsprogrammet Kalle Anka & C:o, tillsammans med sex kortfilmer till; Kalle Anka på rävjakt, Under vattenytan (ej Disney), Kalle Anka vid Nordpolen, Rytmer i sommarsol (med Sven Jerring), Musse Pigg som valfångare och Kuckeliku! Klockan är sju!.

## Figurer
- Vinken
- Blinken
- Nick

Filmens titelsång sjungs av Mary Moder.